# St. Laurentius (Petershausen)

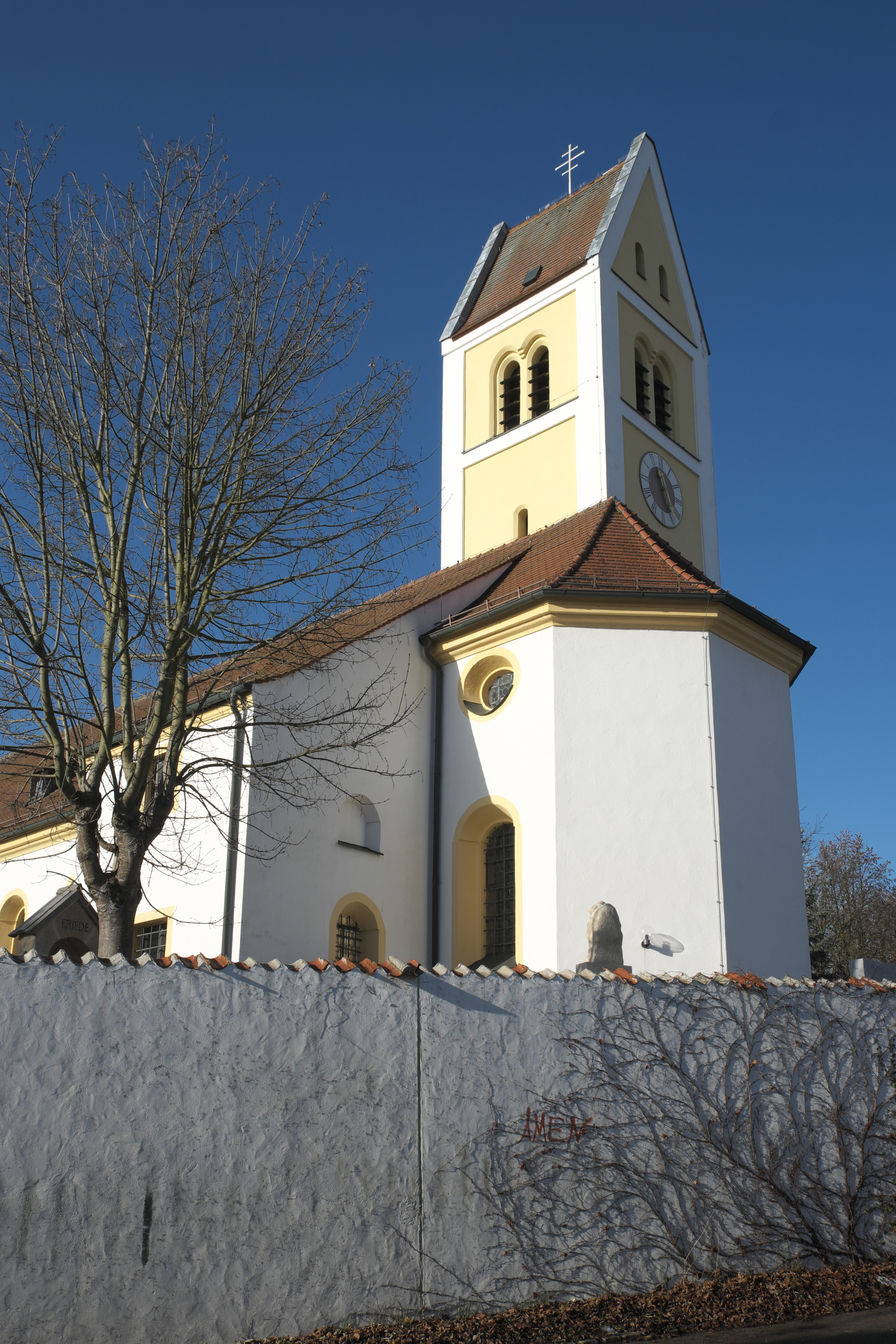
Pfarrkirche St. Laurentius

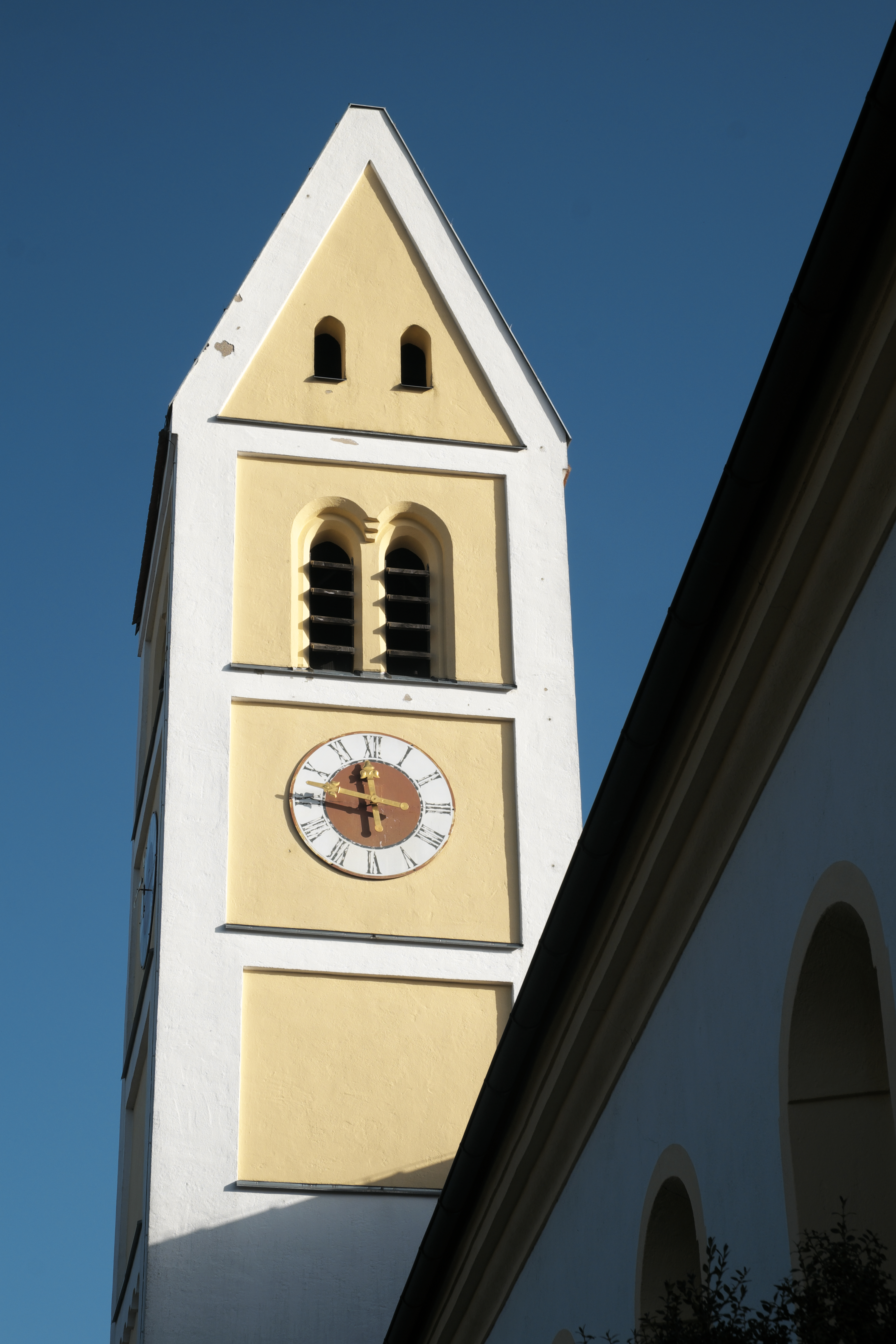
Kirchturm

Die katholische Pfarrkirche St. Laurentius in Petershausen im oberbayerischen Landkreis Dachau wurde vermutlich um 1500 im Stil der Gotik errichtet und in der Mitte des 18. Jahrhunderts im Stil des Barock erneuert. Die Kirche, die dem heiligen Laurentius von Rom geweiht ist, gehört zu den geschützten Baudenkmälern in Bayern.

## Geschichte
Im Jahr 1147 werden die Pfarrei und die Pfarrkirche von Petershausen erstmals schriftlich erwähnt. Vermutlich gab es eine romanische Vorgängerkirche, an deren Stelle um 1500 die heutige Kirche errichtet wurde. In der Zeit von 1741 bis 1752 wurde die Kirche barockisiert. Im Jahr 1890 wurde das Langhaus um drei Joche nach Westen verlängert.

## Architektur

### Außenbau
Im nördlichen Chorwinkel steht der sechsgeschossige, mit einem Satteldach gedeckte Glockenturm. Die Geschosse werden durch Blendfelder gegliedert, das Glockengeschoss ist auf allen vier Seiten von Zwillingsarkaden durchbrochen. Der Turm gehört wie der Chor und das untere Mauerwerk des ursprünglichen Schiffs zu den ältesten Teilen der Kirche. In das Vorzeichen an der Westfassade ist das doppeltürige Portal integriert. In die Außenmauern der Kirche sind zahlreiche Grabplatten und Epitaphien eingelassen.

### Innenraum

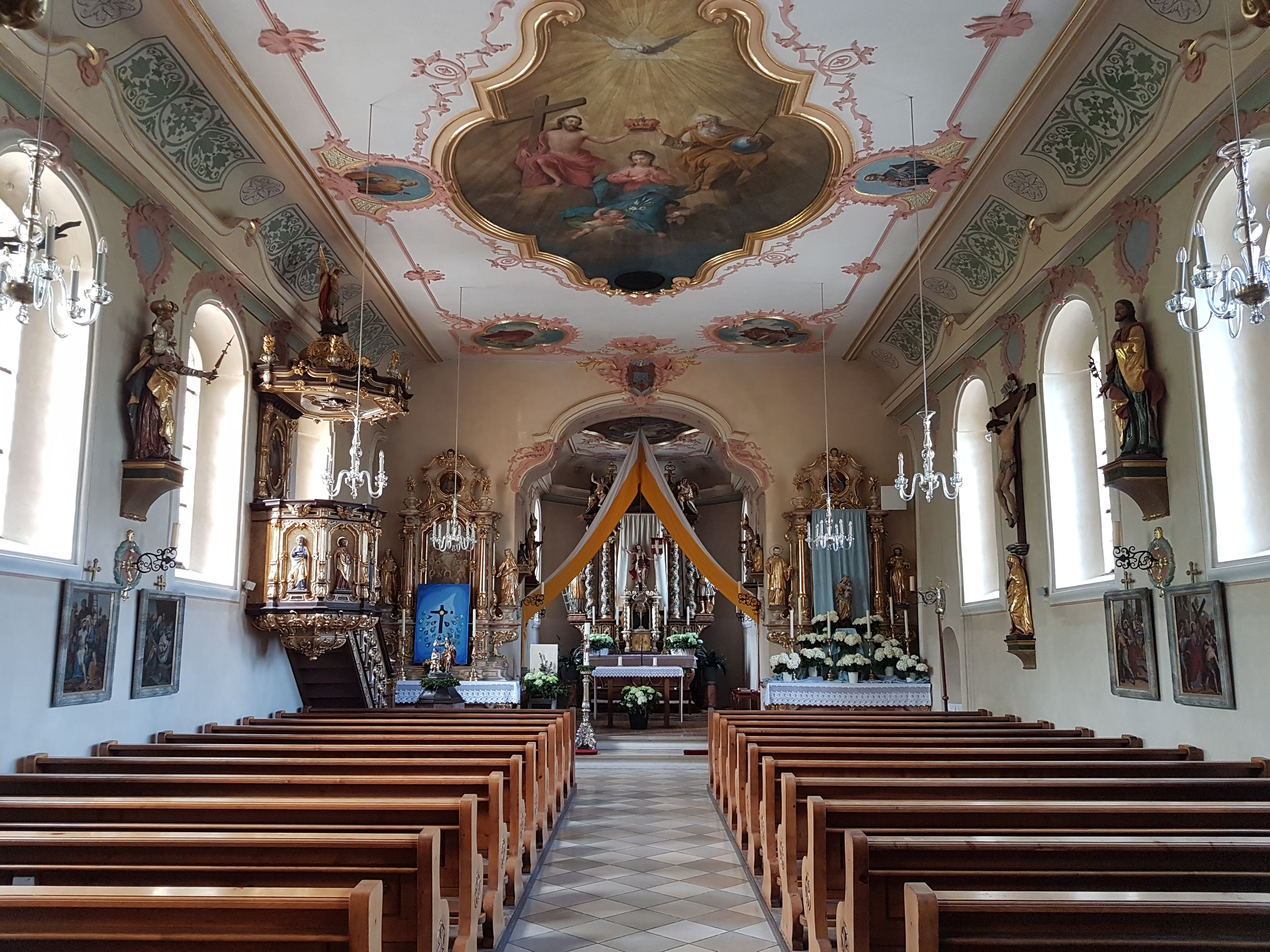
Innenraum

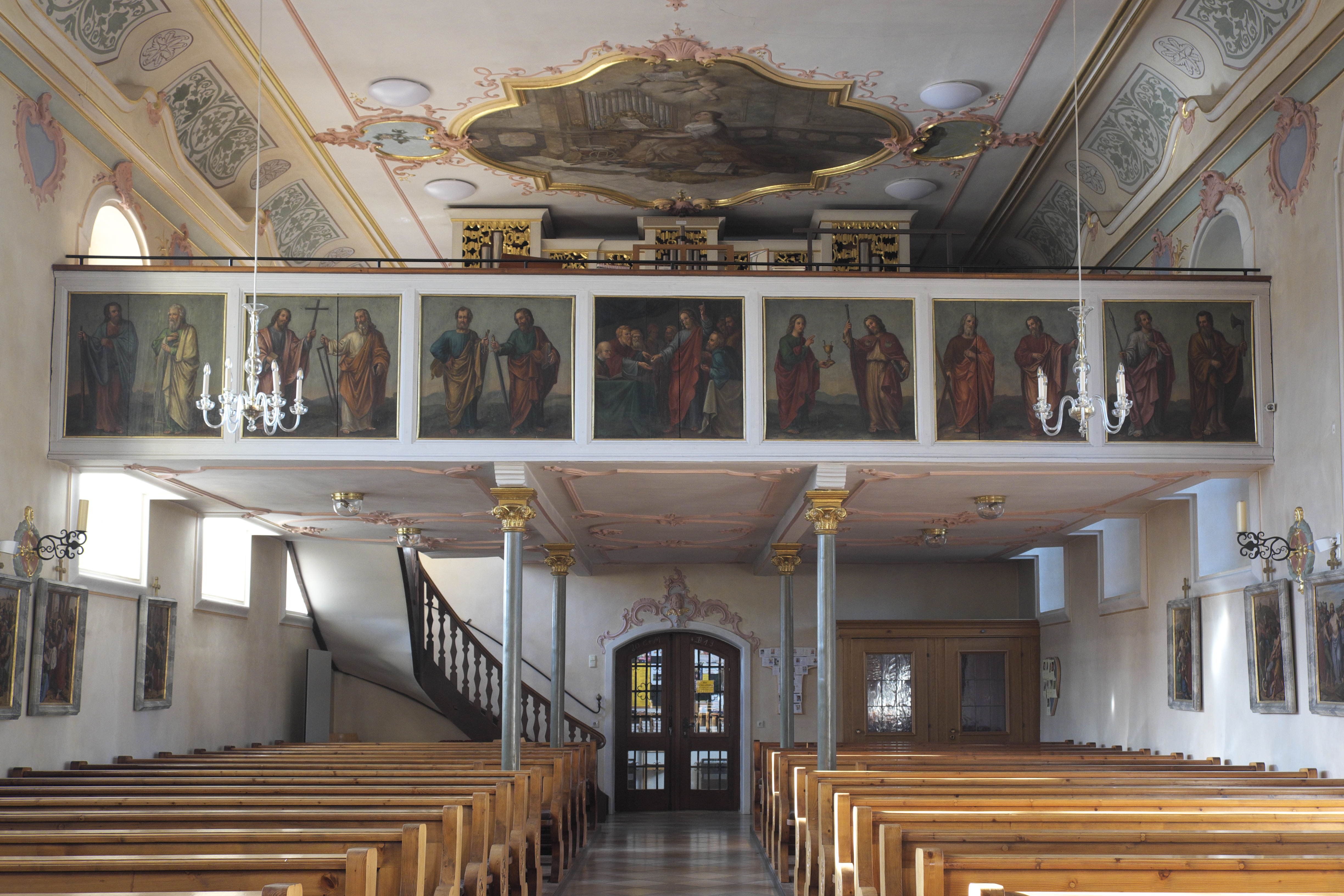
Empore

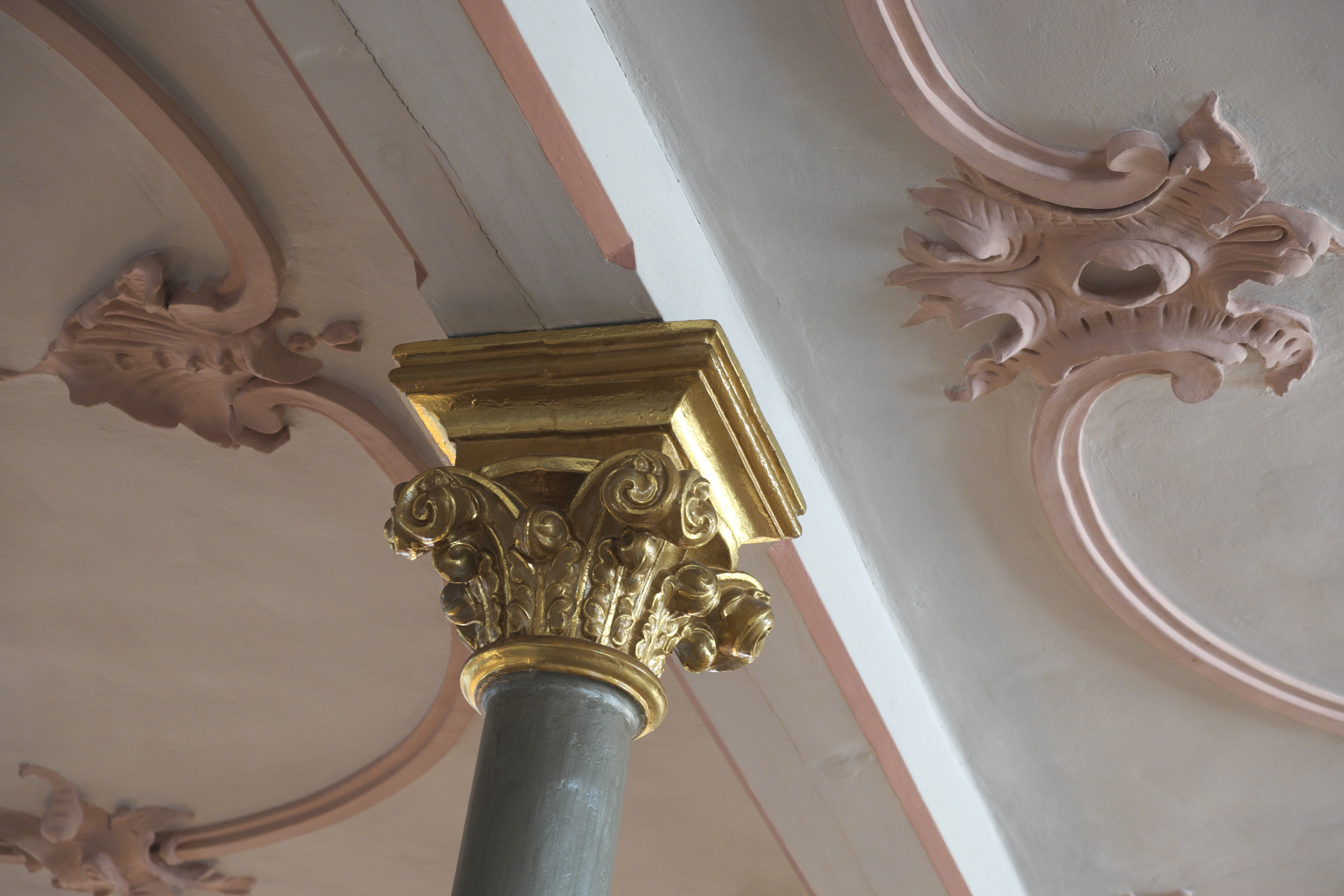
Säule unter der Empore

Das Langhaus, ein in sieben Joche gegliederter Saalbau, wird wie der eingezogene Chor von einer Flachdecke mit bemalter Hohlkehle und umlaufendem Gesims gedeckt. Ein geschweifter Chorbogen öffnet das Langhaus zum dreiseitig geschlossenen Chor, an dessen Südseite im 18. Jahrhundert die doppelstöckige Sakristei angebaut wurde. 
Den westlichen Abschluss des Langhauses bildet die große Empore aus der Zeit um 1891, die von vier gusseisernen Säulen mit vergoldeten, korinthisch inspirierten Kapitellen getragen wird. Die ganzfigurigen, auf Holz gemalten Apostelbilder an der Emporenbrüstung werden in die erste Hälfte des 18. Jahrhunderts datiert. In der Mitte ist Jesus im Disput mit den Pharisäern dargestellt.

## Stuckdekor

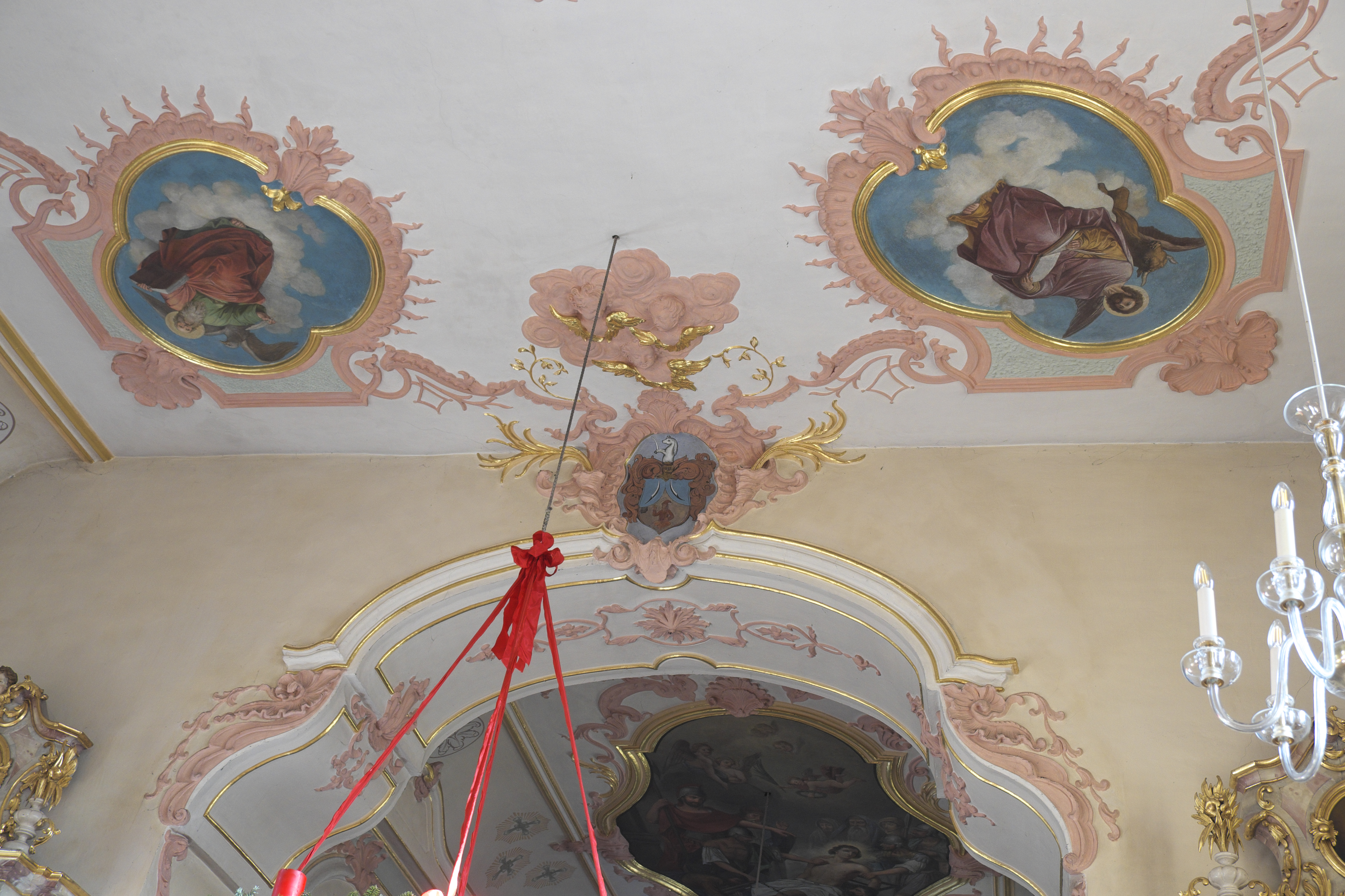
Stuck am Chorbogen

Chor und Langhaus sind mit feinem Stuck im Stil des Rokoko überzogen, der teilweise um 1890 ergänzt und erneuert wurde. Wände und Fensterbögen sind mit Rocaillekartuschen verziert, die Deckenbilder sind von Stuckrahmen umgeben. Der Stuck am Chorbogen stammt noch aus der Zeit des Rokoko. In einer Stuckkartusche gerahmt sieht man das Wappen von Michael Hörmann, der von 1734 bis 1763 als Pfarrer in Petershausen wirkte. Der Stuck an der Unterseite der Empore ist eine Nachahmung des Rokokostucks. 

## Deckenmalereien
Das Deckenfresko im Chor stammt aus der zweiten Hälfte des 18. Jahrhunderts und wurde um 1890 überarbeitet. Es  stellt das Martyrium des heiligen Laurentius dar, der über einem Feuer auf einen Rost gebunden wird. Über der Szene schweben Engel, einer hält einen Lorbeerkranz und einen Palmzweig in Händen.
Die Deckengemälde im Langhaus wurden 1890 im Zuge der Erweiterung der Kirche von Caspar (auch Kaspar) Lessig und Anton Ranzinger ausgeführt. Das zentrale Deckenbild stellt die Krönung Mariens dar. Auf den kleineren Bildern in Richtung Chor sind die vier Evangelisten mit ihren Symbolen  sowie die Apostel Petrus und Paulus dargestellt und in Richtung Empore König David, der auf der Harfe spielt. Über der Empore sieht man die heilige Cäcilia an der Orgel umgeben von den Mariensymbolen geheimnisvolle Rose, Morgenstern, goldenes Haus und Arche Noah.

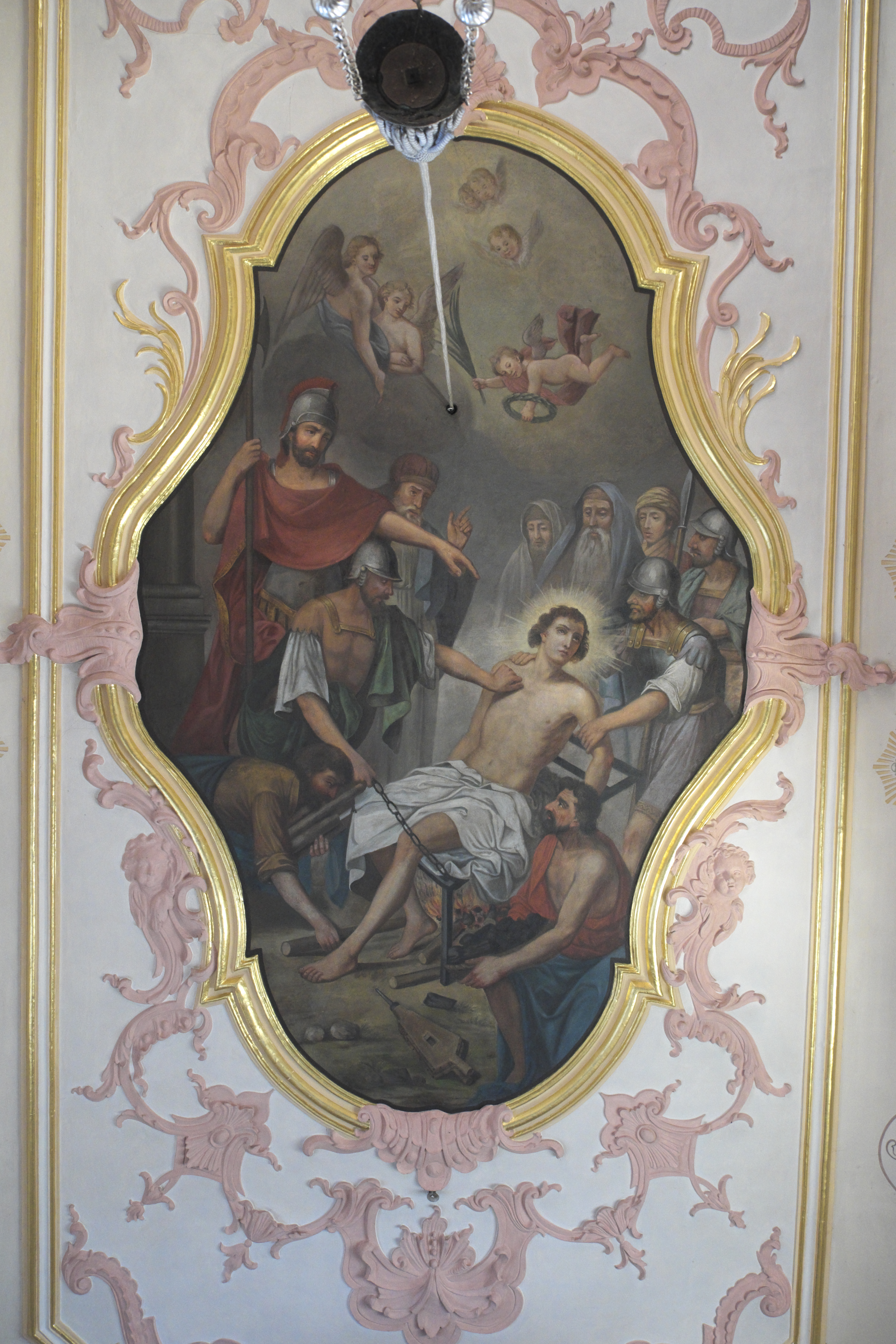
Martyrium des heiligen Laurentius
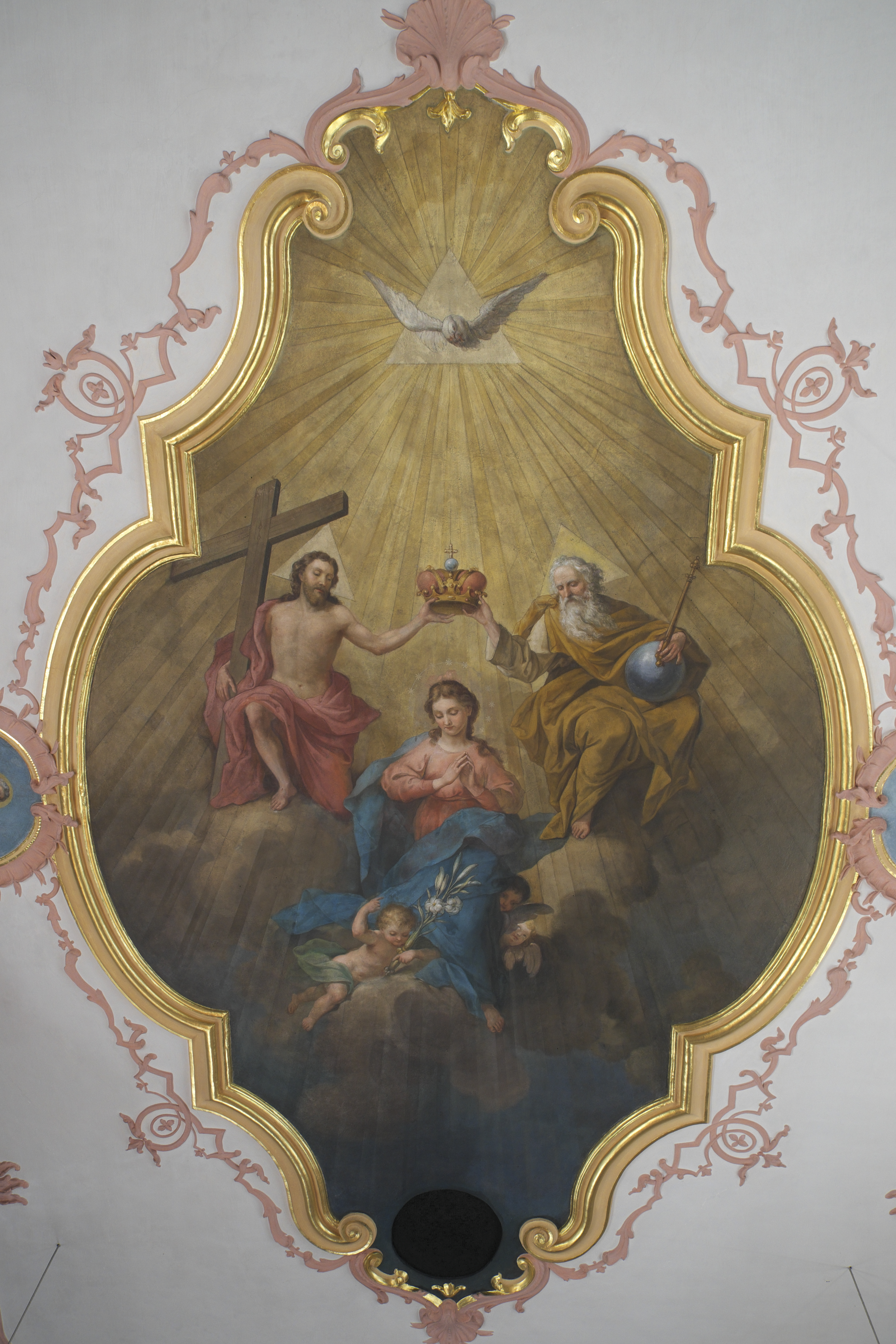
Marienkrönung
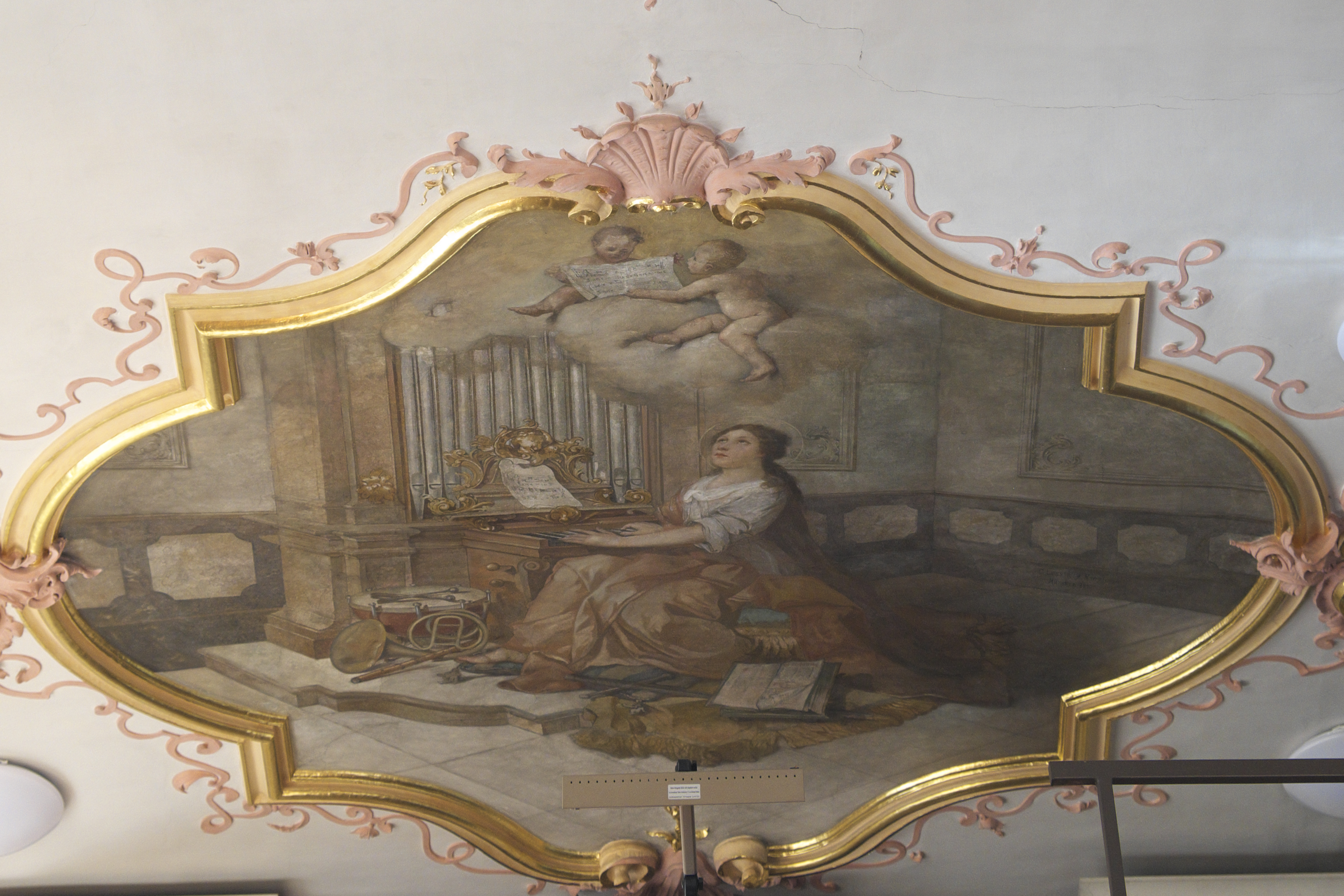
Heilige Cäcilia
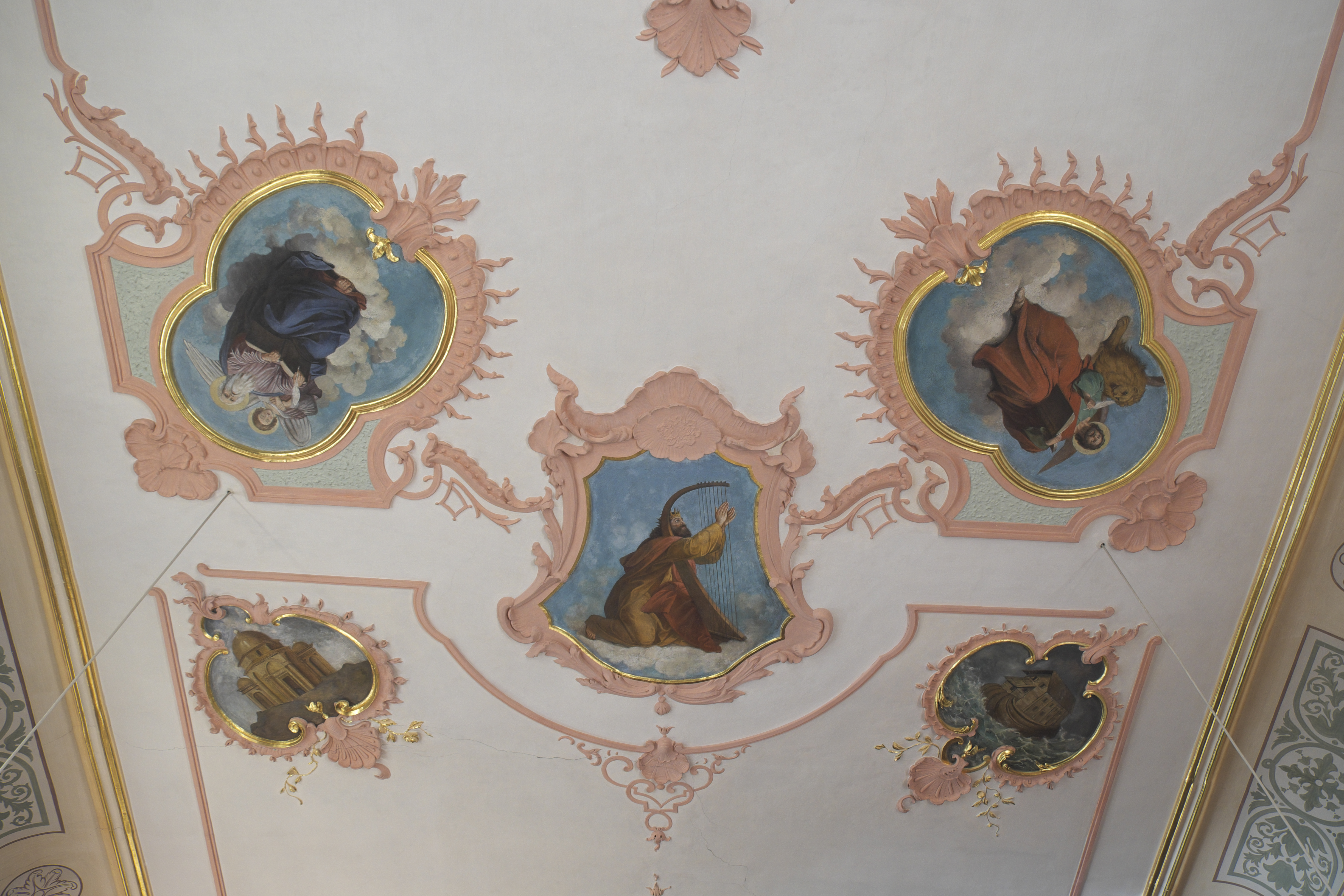
Deckenmalerei im Langhaus

## Ausstattung

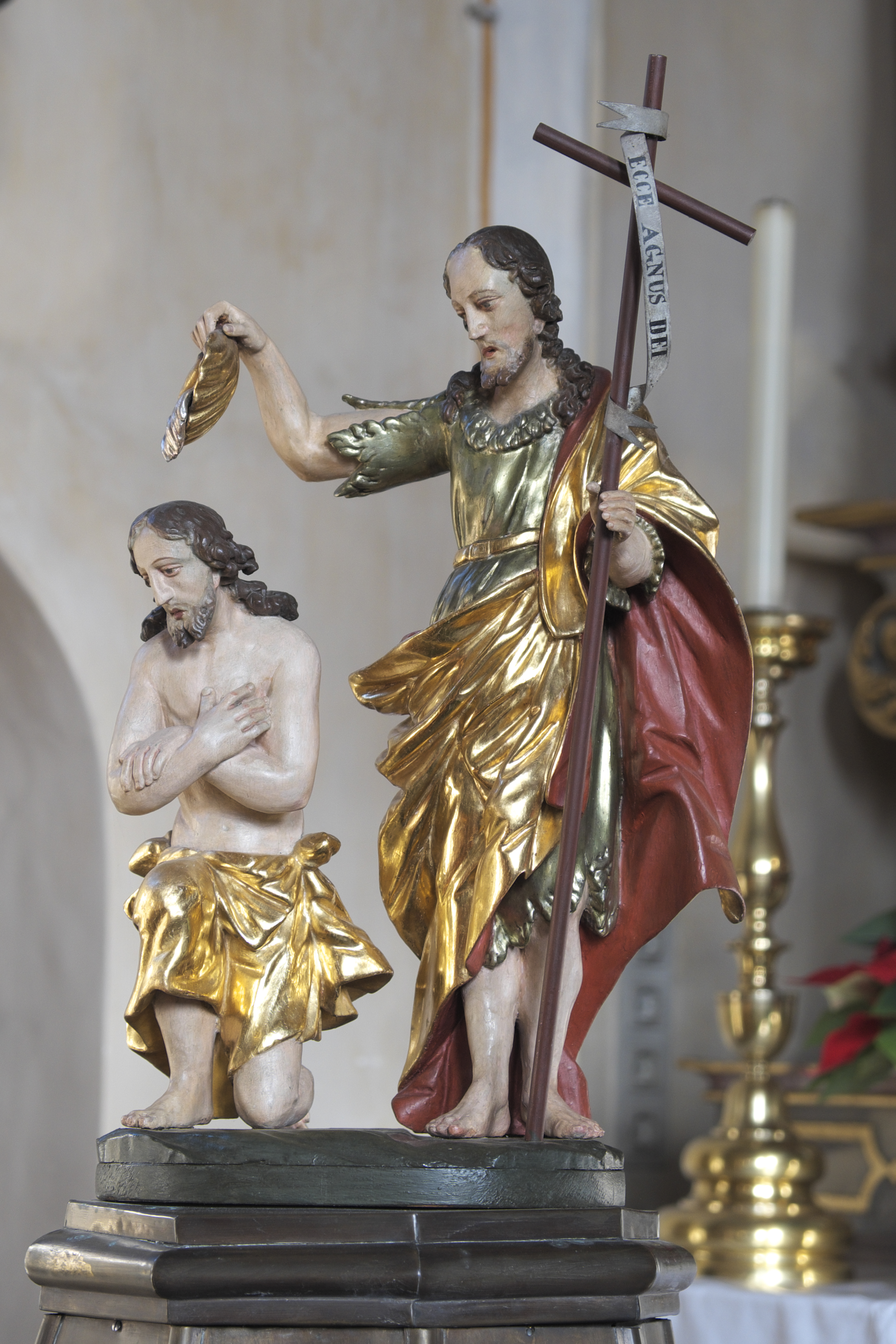
Taufe Jesu

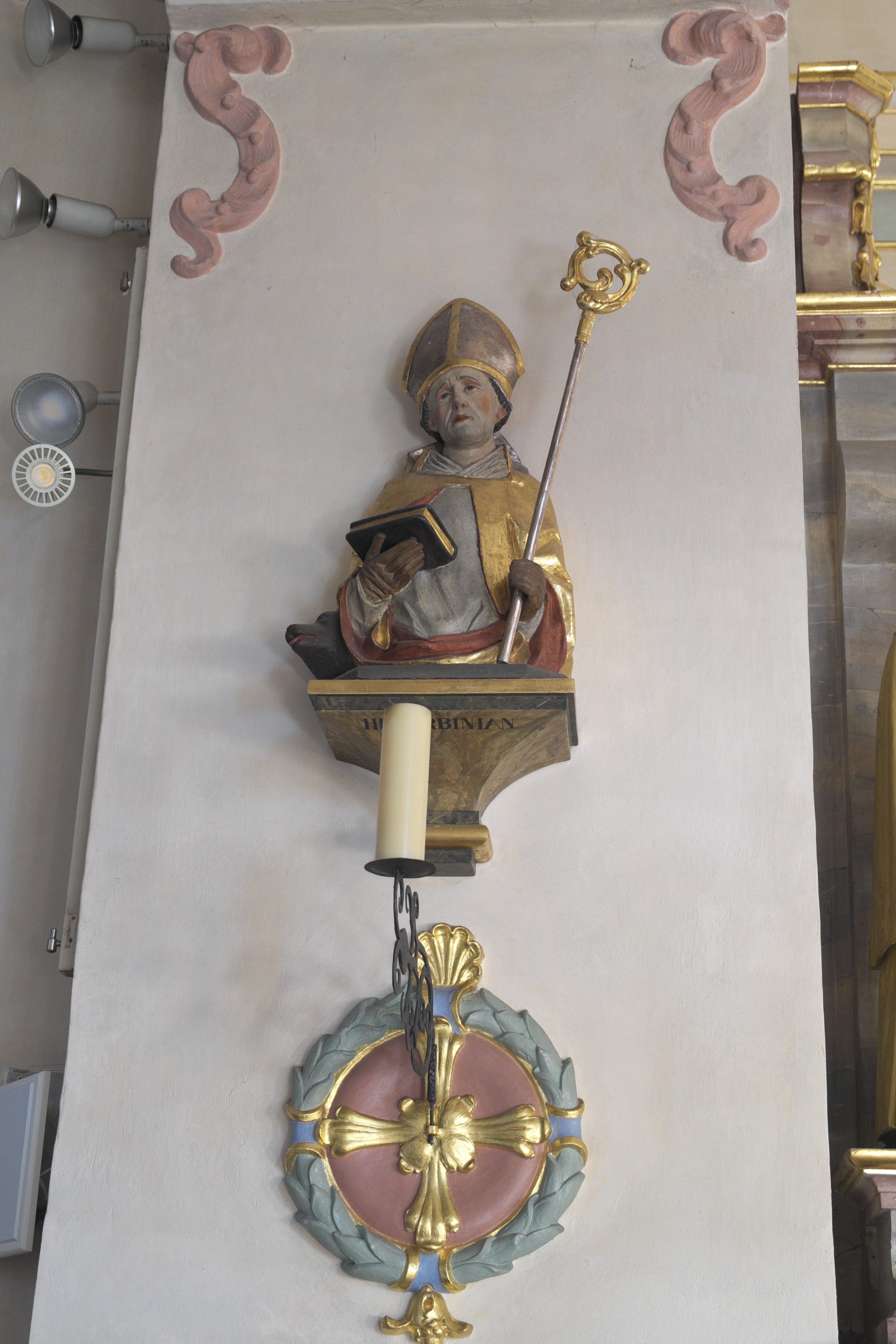
Heiliger Korbinian

- Das achteckige Taufbecken stammt noch aus spätgotischer Zeit und wird um 1500 datiert. Die Figurengruppe der Taufe Jesu auf dem Deckel des Taufbeckens ist eine barocke Arbeit aus der Zeit um 1700.
- Der barocke Hochaltar wurde vermutlich 1680 geschaffen. Er wird von vier gedrehten und von Weinlaub umrankten Säulen gerahmt. Seitlich stehen als Assistenzfiguren der heilige Laurentius, der Schutzpatron der Kirche, mit seinem Attribut, dem Rost, und der heilige Sebastian, der zwei Pfeile hält. Beide Heilige halten Märtyrerpalmen in den Händen. Auf dem Altarblatt von 1861 sind Maria mit dem Jesuskind, Johannes der Täufer und der heilige Josef dargestellt. Auf dem Altarauszug ist Gottvater und der Heilige Geist in Gestalt einer Taube zu erkennen.
- An den Seitenwänden des Chors stehen sich der Kirchenvater Augustinus, der ein flammendes Herz in der Hand hält, und der heilige Ägidius, einer der Vierzehn Nothelfer, der von einer Hirschkuh begleitet wird, gegenüber.
- Am Chorbogen sieht man auf Konsolen über Apostelleuchtern die Büsten des heiligen Korbinian, des Schutzpatrons des Erzbistums München und Freising, und der heiligen Odilia.
- Die beiden Seitenaltäre stammen aus dem 19. Jahrhundert. Auf dem Altarbild des linken Altars sind Maria mit dem Jesuskind und die 14 Nothelfer dargestellt, seitlich stehen die heilige Elisabeth von Thüringen (rechts) und eine Heilige mit einem Buch in der Hand, vielleicht die heilige Teresa von Ávila (links). Das Altarblatt des rechten Altars stellt den heiligen Leonhard dar, die seitlichen Figuren sind der heilige Franz Xaver (links) und der heilige Franz von Assisi (rechts). Der Altarauszug des linken Altars weist eine Darstellung des Herzen Jesu auf, der Auszug des rechten Seitenaltars ist dem Herzen Mariens gewidmet.
- Die dem Stil des Rokoko nachempfundene Kanzel wurde Ende des 19. Jahrhunderts geschaffen. Am Kanzelkorb sind die Evangelisten mit ihren Symbolen dargestellt. Der Schalldeckel wird vom Erzengel Michael bekrönt, der das Flammenschwert in der Hand hält und Luzifer in Gestalt eines Drachen besiegt.
- Das Kruzifix und die Schmerzensmutter im Langhaus werden um 1750 datiert.
- Aus der zweiten Hälfte des 17. Jahrhunderts stammt die barocke Madonna mit Kind, die eine Krone auf dem Haupt trägt und ein Zepter in der Hand hält. Das mit einem kostbaren Gewand bekleidete Jesuskind hat seine rechte Hand zum Segen erhoben und hält in seiner linken den Reichsapfel.
- Die Schnitzfigur des heiligen Nikolaus wird um 1720 in die Zeit des frühen Rokoko datiert. Er ist als Bischof gekleidet und hält ein Buch in der Hand, auf dem drei goldene Kugeln liegen. Diese soll er einer armen Familie geschenkt haben, um die drei Töchter vor der Prostitution zu bewahren.
- Aus der Zeit des Rokoko, um 1750, stammt auch die Figur des Johannes Nepomuk.
- Um 1890 wurde die dem Barock nachempfundene Figur des heiligen Josef geschaffen.

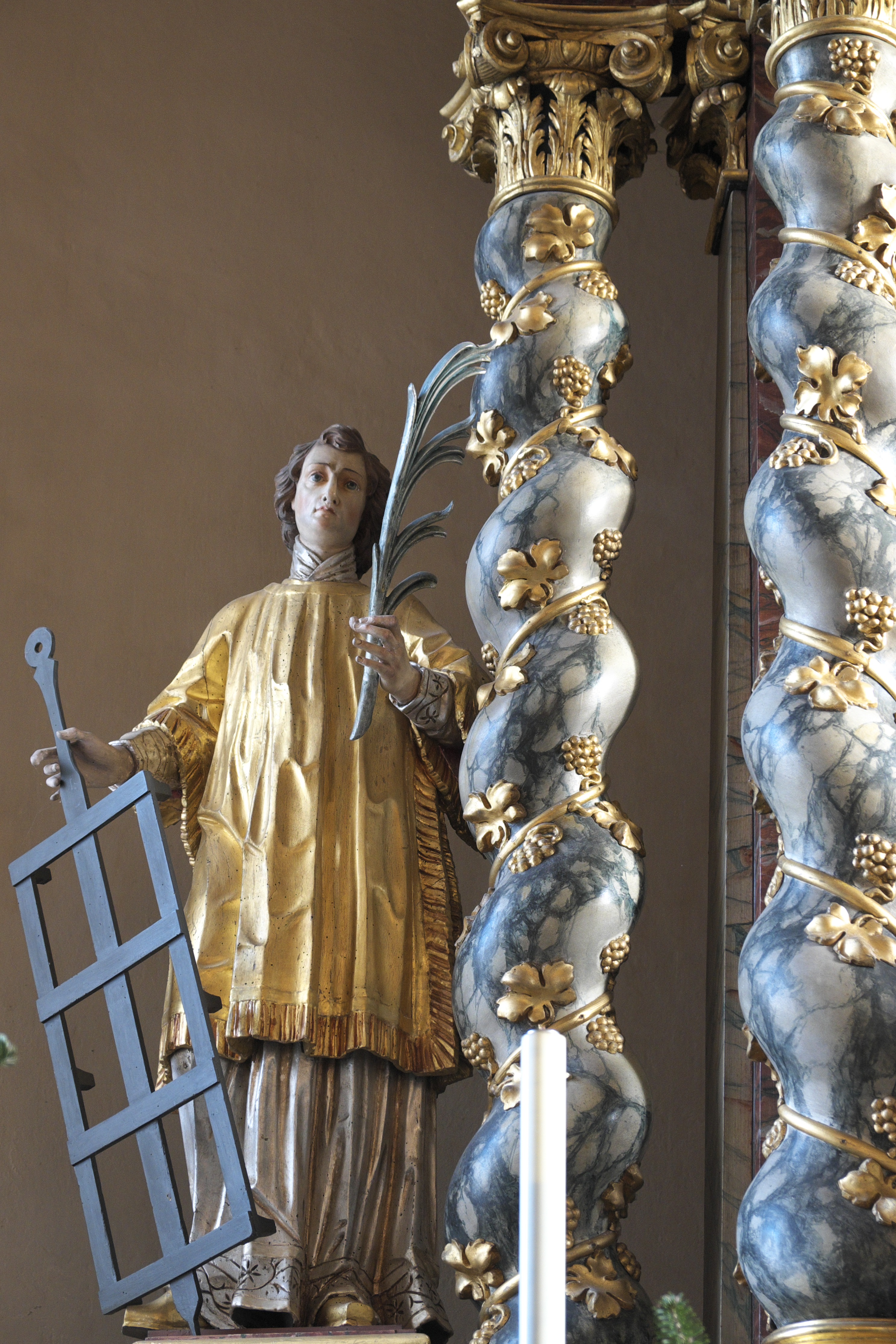
Hochaltar, heiliger Laurentius
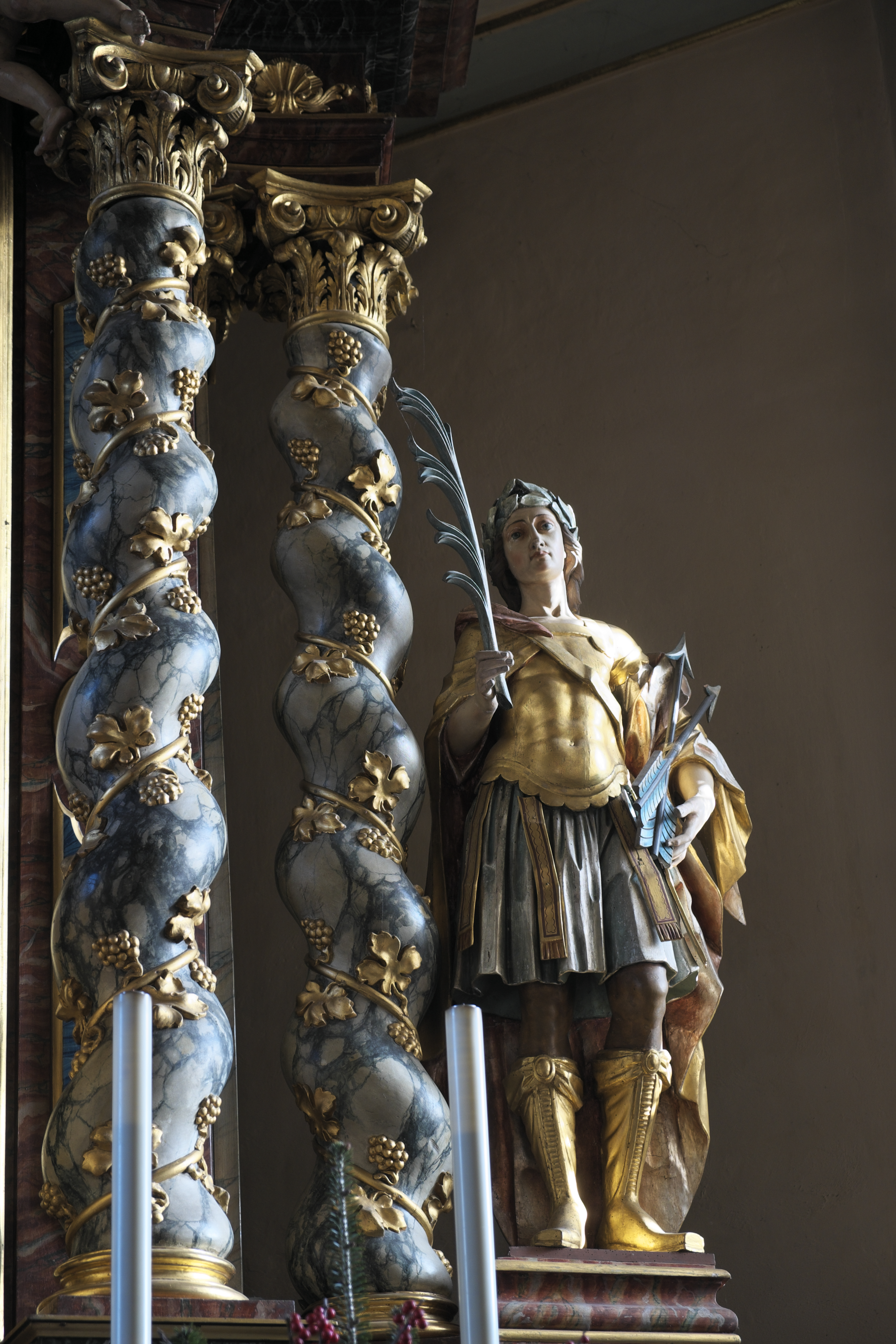
Hochaltar, heiliger Sebastian
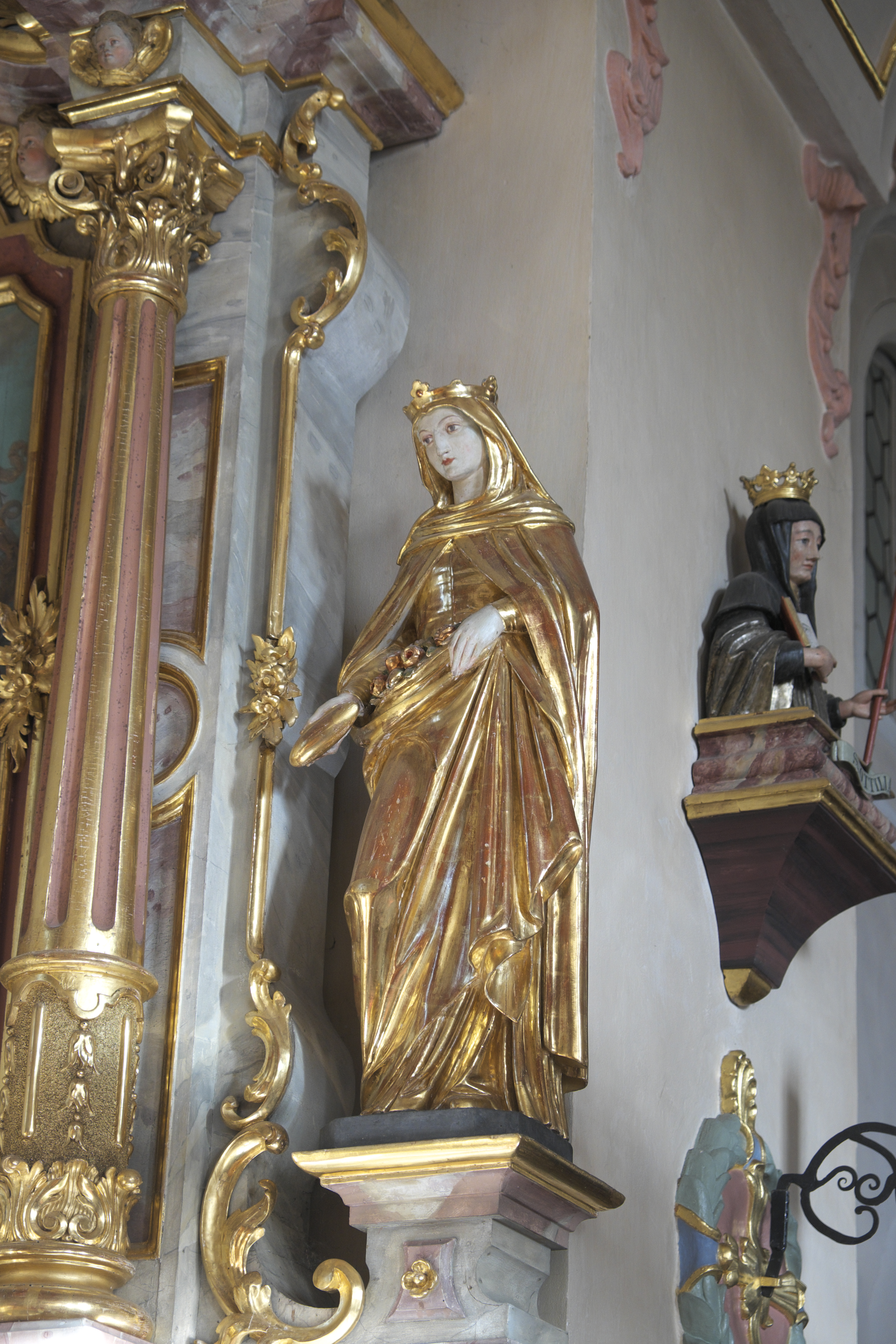
Linker Seitenaltar, Elisabeth von Thüringen
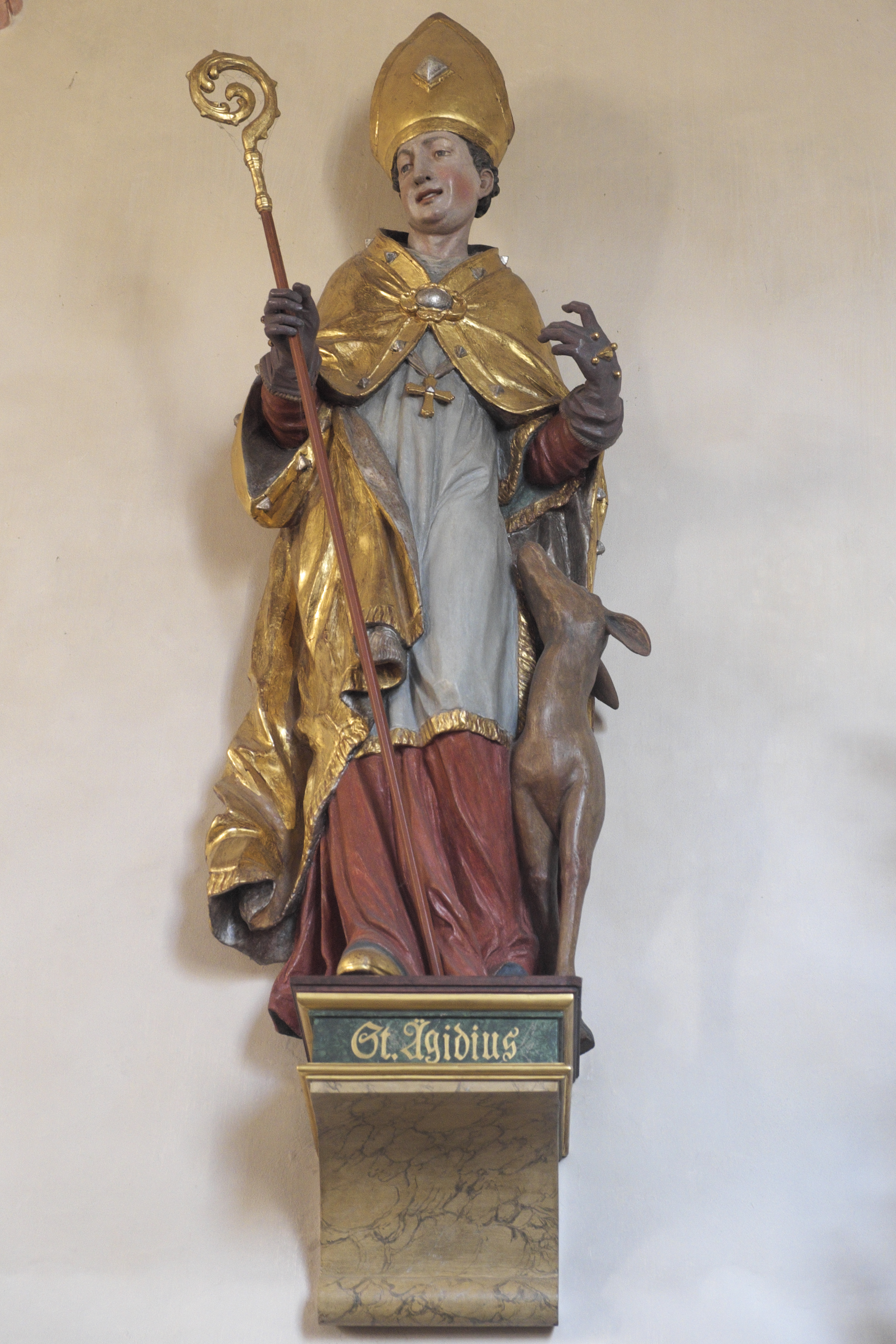
Heiliger Ägidius
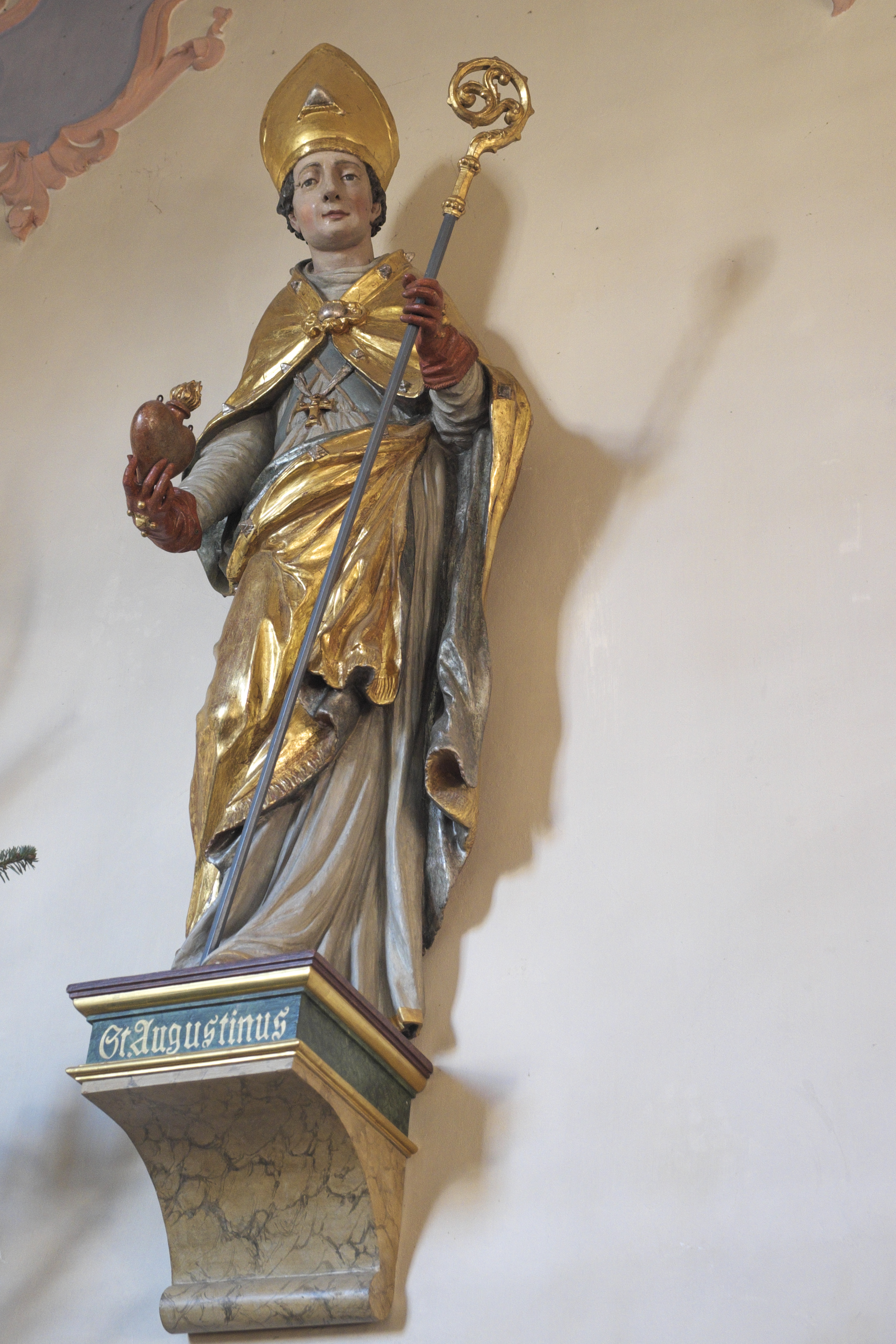
Augustinus
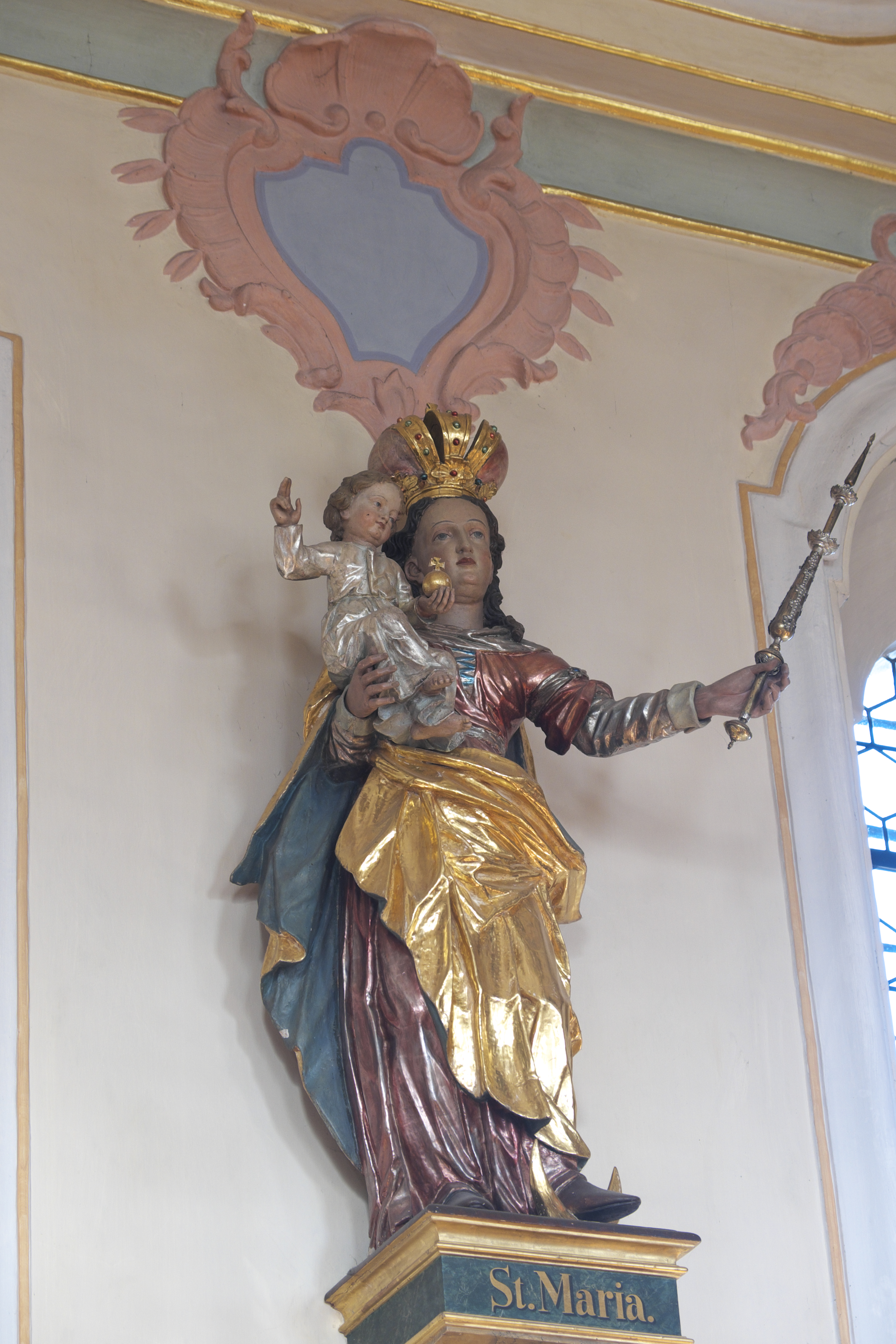
Madonna mit Kind
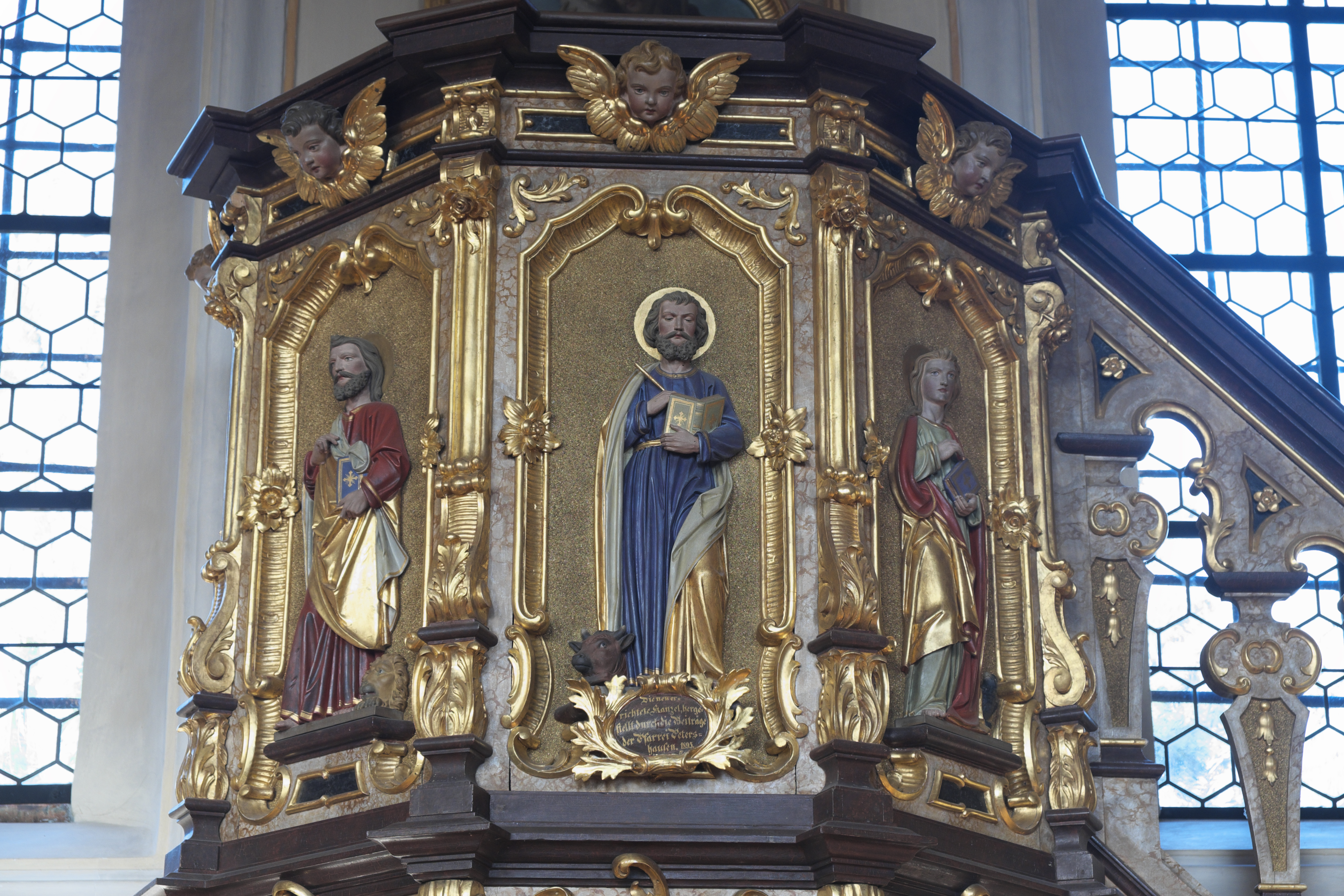
Kanzelkorb
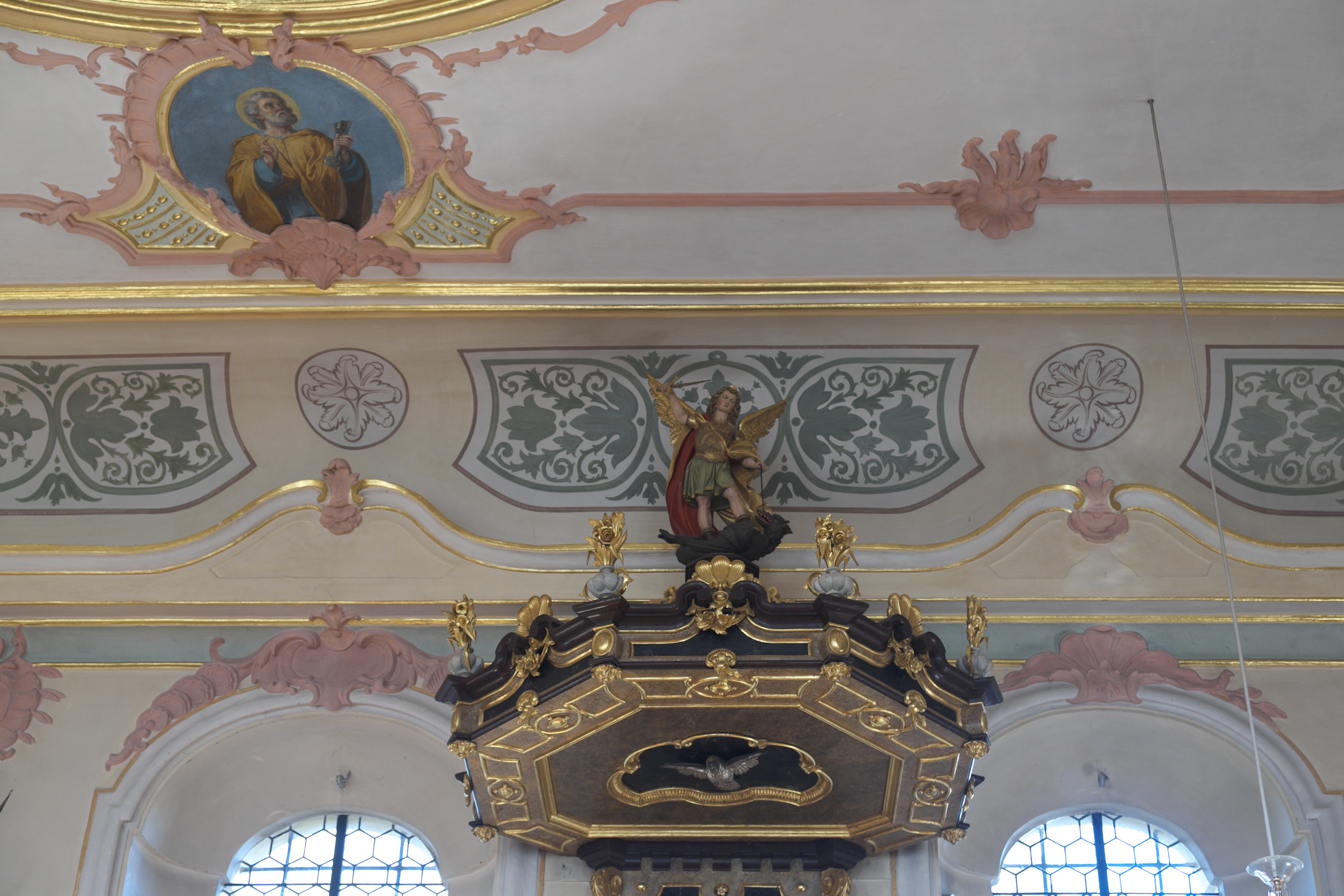
Schalldeckel